# Ranunculus protendens
Ranunculus protendens är en svensk ranunkelväxtart som först beskrevs av Julin, och fick sitt nu gällande namn av S. Ericsson. Ranunculus protendens ingår i släktet ranunkler och förekommer i jordbrukslandskap. Inga underarter finns listade i Catalogue of Life.